# Gerhard Trubel
Gerhard Trubel (* 21. Februar 1917 in Bochum; † 4. September 2004 in Dortmund) war ein deutscher Kirchenmusiker und Komponist.

## Leben
Gerhard Trubel war langjähriger Leiter der von ihm 1947 gegründeten Dortmunder Kantorei.
Trubel war Schöpfer zahlreicher mehrstimmiger Sätze im Gesangbuch der Evangelisch-methodistischen Kirche (EM), darunter Hilf uns einander helfen (EM 558) und Auf den vielen Lebenswegen (EM 587). Dazu kommen etliche geistliche und weltliche Chorkompositionen, darunter der Psalm 103 für 5-stimmigen Chor a cappella.
Der Nachlass Gerhard Trubels mit einem Werkverzeichnis wird im Stadtarchiv Dortmund verwaltet.

## Ehrungen
- 1991: Verdienstkreuz am Bande der Bundesrepublik Deutschland
- 1972: Ernennung zum „Kantor“ der Evangelischen Kirche von Westfalen